# Cholomondas

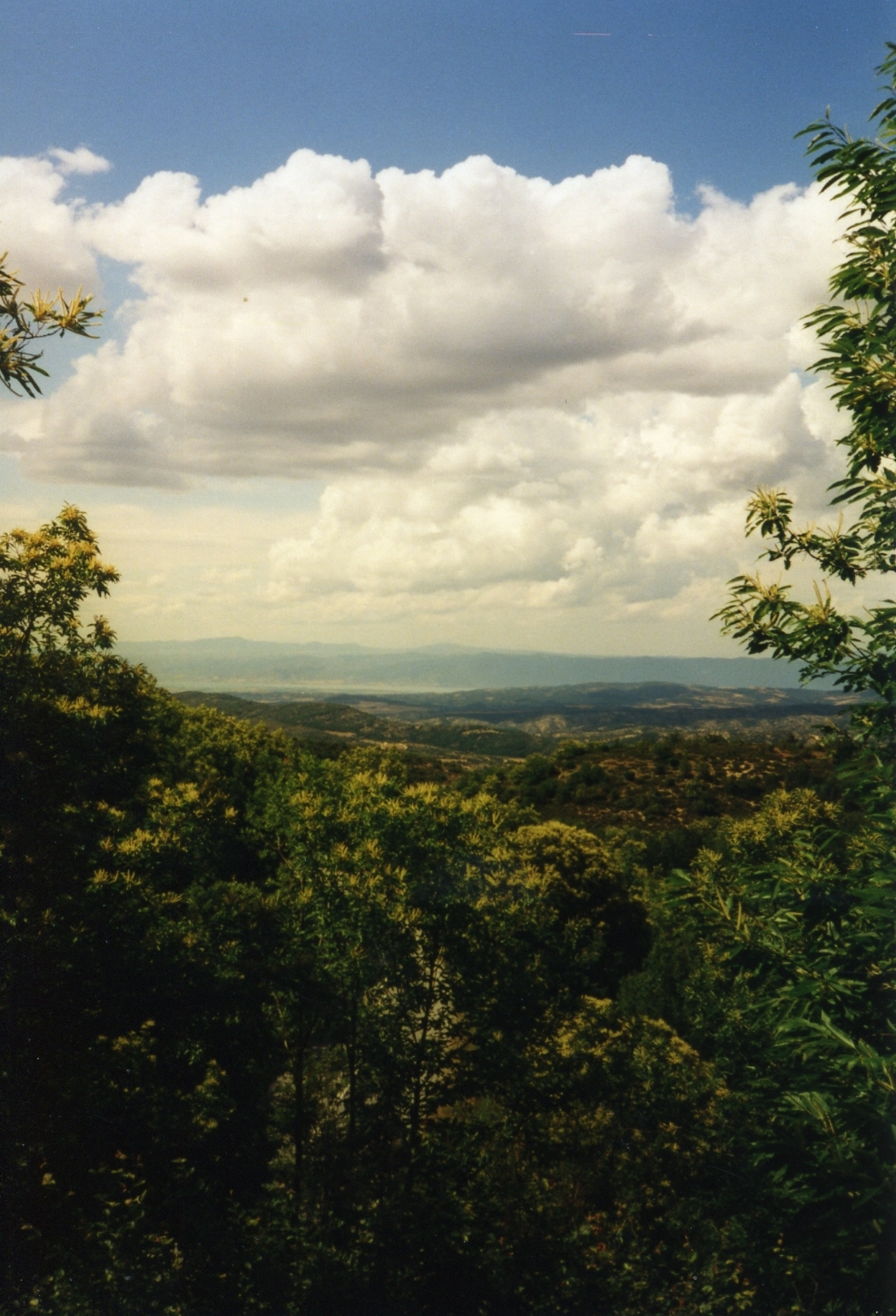
Blick vom Cholomondas-Massiv in Richtung Süden auf die Ostküste von Sithonia.

Der Cholomondas (griechisch Χολομώντας (m. sg.); alternativer/antiker Name: Ypsison; englische Transkription Holomontas) ist ein bis auf 1165 Meter ansteigendes griechisches Gebirge im Präfekturbezirk Chalkidiki der Region Zentralmakedonien. Sein Hauptkamm erstreckt sich von Südsüdwest nach Nordnordost im Zentralland der Halbinsel Chalkidiki. Er ist der höchste Punkt im Regionalbezirk Chalkidiki; sein Gipfel befindet sich nordöstlich der Präfekturhauptstadt Polygyros und südwestlich des Dorfes Arnea. Wegen ihrer Nähe zu Thessaloniki ist die Gegend ein vielbesuchtes Ausflugsziel, woraus sich vor allem in Hinblick auf den Naturschutz vielfältige negative Einflüsse ergeben. Eine weitere, wesentliche Gefahr sind die zum Teil absichtlich gelegten Waldbrände und anschließende Aufforstung mit Nadelhölzern. Ansonsten ist die Region nur dünn besiedelt und weitgehend frei von umweltbelastender Industrie.
Die Höhen des Cholomondas-Massivs sind fast durchgängig bewaldet. Es ist aus geologischer Sicht der letzte südliche Ausläufer des Serbo-Mazedonischen Massivs, das bei Pyrgadikia die Küste erreicht. Das Klima ist in Höhen über 900 Metern bei sehr feuchten Wintermonaten gemäßigt sommerheiß; in niedrigeren Regionen nähert es sich dem Küstenklima mit trockenen, heißen Sommermonaten und milden Wintern an. Das Gebiet weist keine Oberflächengewässer auf.

## Flora und Fauna
Die niedriggelegenen, eher trockenen Regionen sind zum Teil mit dichter immergrüner Makzie bestanden, die nach und nach in weitgehend geschossenen Laubwald, seltener auch Laubmischwald übergeht. Die Buche dominiert. Verschiedene Eichenarten sind häufig eingestreut, in höheren Lagen auch Edelkastanien. Weitere 10 Baumarten, wie Orientalische Hainbuche, Europäische Hopfenbuche, Silber-Linde, Platane, Ungarische Eiche, Gerber-Sumach, Orientalischer Amberbaum und verschiedene Ahornarten sind ebenfalls vertreten. An Nadelbäumen überwiegt die Aleppo-Kiefer; die sonst in diesen Waldgesellschaften häufiger anzutreffende Bulgarische Tanne ist hier selten. Vor allem Buche und Edelkastanie werden forstwirtschaftlich genutzt; die früher nicht unwesentliche Gewinnung des Harzes der Aleppo-Kiefer als Zusatz zum traditionellen Wein, dem Retsina, spielt heute keine wirtschaftliche Rolle mehr.
Etwas über 26.000 Hektar dieses Gebietes sind seit 1997 als SPA (Special Protection Area) geschützt. 2009 wurde der Schutzstatus modifiziert und teilweise verschärft. Als schützenswert werden die hochdifferenzierte Waldgesellschaft insgesamt, eine Reihe seltener, zum Teil auch endemischer Pflanzenarten sowie eine sehr vielfältige Tierwelt angesehen. Insbesondere die Avifauna ist äußerst reichhaltig, wovon die Brutvorkommen von Schreiadler und Zwergadler besonders erwähnenswert sind. Daneben sind neben vielen anderen Vogelarten Wiedehopf und Bienenfresser, Neuntöter, Schwarzstirnwürger und Rotkopfwürger, sowie Weißrückenspecht, Mittelspecht, Blutspecht, Wendehals, Grauspecht und einige Eulenarten Brutvögel des Gebietes. Die SPA ist auch als Important Site for migratory Raptors ausgewiesen.